# Pervez Musharraf
Pervez Musharraf ou Pervez Moucharraf (ourdou : پرويز مشرف), né le 11 août 1943 à Delhi (Inde britannique) et mort le 5 février 2023 à Dubaï, est un général et homme d'État pakistanais, président de la République de 2001 à 2008.
À la suite d'un coup d'État non-violent, il est à la tête du Pakistan du 12 octobre 1999 au 18 août 2008, mais officiellement président de la République seulement du 20 juin 2001 au 18 août 2008.
Après être entré dans l'armée pakistanaise en 1964, Pervez Musharraf ne cesse de progresser dans la hiérarchie, jusqu'à être nommé chef de l'armée par le Premier ministre Nawaz Sharif en octobre 1998. Le 12 octobre 1999, il est l'instigateur du coup d’État militaire contre le gouvernement élu de Nawaz Sharif peu après le conflit du Kargil, dans un contexte tendu entre le pouvoir civil et le pouvoir militaire et alors que Nawaz Sharif avait tenté de nommer un autre chef de l'armée. Pervez Musharraf devient ainsi le dirigeant du Pakistan alors que la loi martiale est instaurée et la Constitution suspendue.
En 2001, alors que la Constitution est rétablie, il devient officiellement président de la République. Il est confirmé dans sa position par la Cour suprême puis après la courte victoire aux élections législatives de 2002 du parti le soutenant, la Ligue musulmane du Pakistan (Q), il obtient la confiance du collège électoral en 2004. Son mandat coïncide avec un rapprochement entre son pays et les États-Unis, alors que Pervez Musharraf promet de lutter contre le terrorisme après les attentats du 11 septembre 2001. D'un autre côté, il permet une libéralisation des médias et améliore relativement les droits des femmes. Il est réélu par le collège électoral en octobre 2007 alors que dans le même temps son pouvoir est de plus en plus contesté, notamment par le mouvement des avocats. Après la défaite du parti politique le soutenant aux élections législatives de 2008, il démissionne alors que la coalition au Parlement entendait entamer une procédure de destitution contre lui.
Il s'est exilé début 2009 à Dubaï puis Londres, et a lancé le 1er octobre 2010 à Londres un nouveau parti politique, la Ligue musulmane de tout le Pakistan. Évoquant plusieurs fois son retour pour participer aux futures élections, il rentre finalement le 24 mars 2013 malgré les menaces de mort de talibans et les risques d'arrestation par la justice en raison de sa négligence supposée de la sécurité de Benazir Bhutto lorsqu'il était au pouvoir.

## Jeunesse et famille
Les parents de Pervez Musharraf appartiennent à la classe moyenne et ont bénéficié d'un enseignement supérieur en Inde :
- Son père, Syed Musharraf ud-Din, est diplômé de l'université d'Aligarh,
- Sa mère, la begum Zehra Musharraf, est diplômée en littérature anglaise de l'université de Lucknow et a travaillé pour le Bureau international du travail (BIT) jusqu'en 1986.

Second de trois enfants, Pervez Musharraf est donc né en Inde à Daryaganj, près de Delhi. Après l'indépendance et la partition de l'Inde britannique (Empires des Indes) en 1947, sa famille émigre alors vers le nouvel état pakistanais et s'installe à Karachi, dans la province du Sind. Musharraf est ainsi un muhadjir. Le frère de Musharraf est médecin à Chicago.
Pervez Musharraf passe une partie de son enfance en Turquie où il apprend à parler couramment le turc, son père diplomate reste plusieurs années en poste à l'ambassade du Pakistan à Ankara. Par la suite, ce dernier intègre le ministère pakistanais des Affaires étrangères, progressant au fil de sa carrière jusqu'à la position de chef de section.

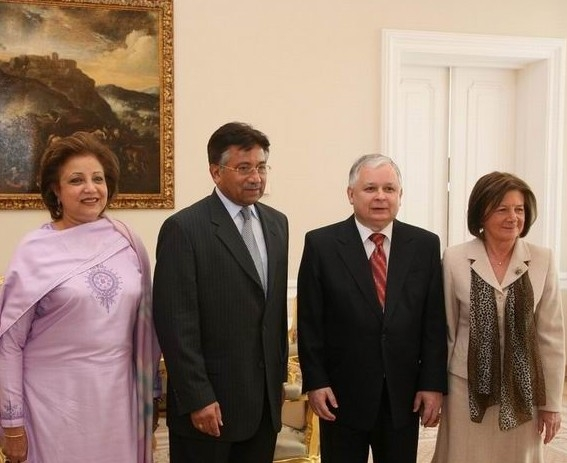
Musharraf et sa femme Sehba rencontrant leurs homologues polonais Maria et Lech Kaczyński.

Pervez Musharraf est marié à la bégum Sehba Musharraf. Ils ont deux enfants mariés (parents eux aussi de deux enfants chacun) :
- un fils, Bilal Musharraf, diplômé de l'université Stanford et qui travaille actuellement à la Silicon Valley,
- une fille, Ayla Raza, qui travaille comme architecte à Karachi.

En 2006, il écrit ses mémoires intitulés In the Line of Fire : A Memoir, ce qui lui a valu diverses controverses et polémiques dans son propre pays, mais aussi chez les plus hauts dirigeants politiques américains.

## Carrière politique

### Coup d'État du 12 octobre 1999
Le conflit du Kargil précipite les événements : du 9 mai au 12 juillet 1999, des combats ont lieu entre des troupes islamistes pakistanaises infiltrées en territoire indien et soutenues par le pouvoir, et l'Inde. Ce conflit se solde par une défaite du Pakistan, désavoué de surcroît par ses alliés traditionnels, comme les États-Unis.
Cette défaite débouche sur un coup d'État militaire au Pakistan le 12 octobre 1999. L'armée renverse le gouvernement civil de Nawaz Sharif, qui est remplacé par le général Pervez Musharraf, nommé chef de l'exécutif. Ce dernier devient officiellement président de la République le 20 juin 2001.

### Présidence

#### Entrée en fonction

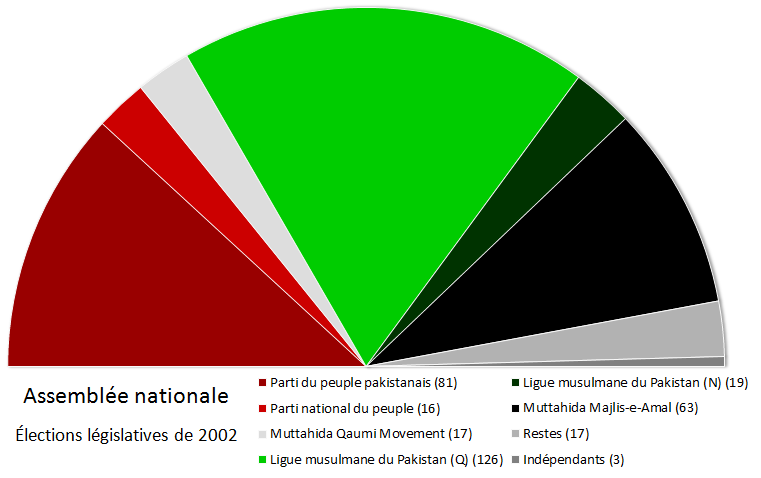
Composition de l'Assemblée nationale après les élections de 2002.

Le 20 juin 2001, le président Muhammad Rafiq Tarar est relevé de ses fonctions et remplacé par Pervez Musharraf, après avoir refusé de démissionner. Musharraf conserve la direction du gouvernement, alors que le ministre des Finances Shaukat Aziz était pressenti pour lui succéder. Il prête serment pour être président jusqu'au 11 octobre 2002.
Après les attentats du 11 septembre 2001, les États-Unis le perçoivent comme un allié important dans la lutte qu'ils mènent contre le terrorisme.
Il est confirmé dans ses fonctions de président le 30 avril 2002, lors d'un référendum qui recueille 99,7 % de « oui » selon les chiffres officiels, avec une participation de 80 %, taux inhabituellement élevé dans le pays. Alors que des irrégularités sont dénoncées, Musharraf présente ses excuses lors d'une allocution télévisée concernant les irrégularités ayant entaché l'élection.

#### Exercice du pouvoir
Lors des élections législatives de 2002, la Ligue musulmane du Pakistan (Q) remporte une majorité relative de sièges (126 sièges sur 442 et 25,7 % des voix). Il forme une coalition avec une alliance de partis religieux (Muttahida Majlis-e-Amal) lui permettant d'obtenir la majorité absolue. Zafarullah Khan Jamali devient Premier ministre.
Le 1er janvier 2004, il obtient la confiance de l'Assemblée nationale, du Sénat, et des Assemblées provinciales.
Sa présidence est marquée, entre autres, par le vote par le Parlement, le 15 novembre 2006, de la loi de protection des femmes, qui amende les ordonnances Hudood promulguées en 1979 par le régime de Zia-ul-Haq. Il permet également en 2002 la libéralisation du secteur des médias, ce qui conduit à la multiplication du nombre de chaînes télévisées (plus de cent) dont de nombreuses chaines d'information en continu, alors que pays profite d'une croissance économique. Il fait par ailleurs adopter une réforme constitutionnelle renforçant ses pouvoirs au détriment du Parlement.

#### Fin de présidence

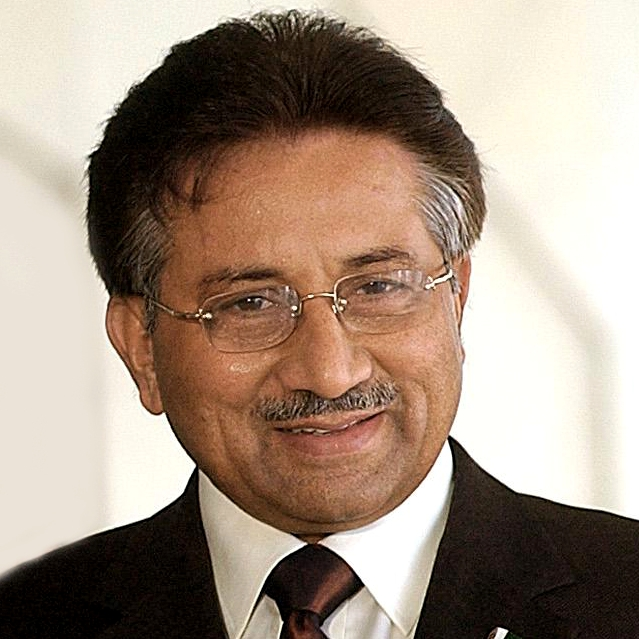
Le président Musharraf, en 2004.

Il abandonne le poste de chef des armées au lendemain de sa réélection (671 voix contre 8 et 491 abstentions) au poste de président, le 6 octobre 2007. Alors que Benazir Bhutto et Nawaz Sharif rentrent au Pakistan à la fin de l'année 2007 en vue des élections législatives, ceux-ci se situent dans l'opposition à Musharraf dont la popularité est alors en baisse.
Cultivant une image de dirigeant modéré et connu pour sa consommation de whisky et de cigares dans un pays musulman conservateur, son image se dégrade à partir de mars 2007 lorsqu'il tente de limoger un juge de la Cour suprême, ce qui provoque des manifestations.
Benazir Bhutto est assassinée le 27 décembre 2007 et des émeutes suivent l'annonce de sa mort. Les partisans de Bhutto accusent Musharraf d'être responsable de sa mort. Musharraf réunit alors son gouvernement en situation d'urgence et annonce trois jours de deuil national. Le 18 février 2008, le parti soutenant Musharraf perd les élections législatives et le 25 mars un nouveau gouvernement, dirigé par Youssouf Raza Gilani, entre en fonction.
Le 7 août 2008, les partis de coalition annoncent qu'ils sont parvenus à un accord de principe pour lancer une motion de destitution contre le président Musharraf. Le 18 août suivant, Pervez Musharraf annonce sa démission lors d'une allocution télévisée.

### Après la présidence

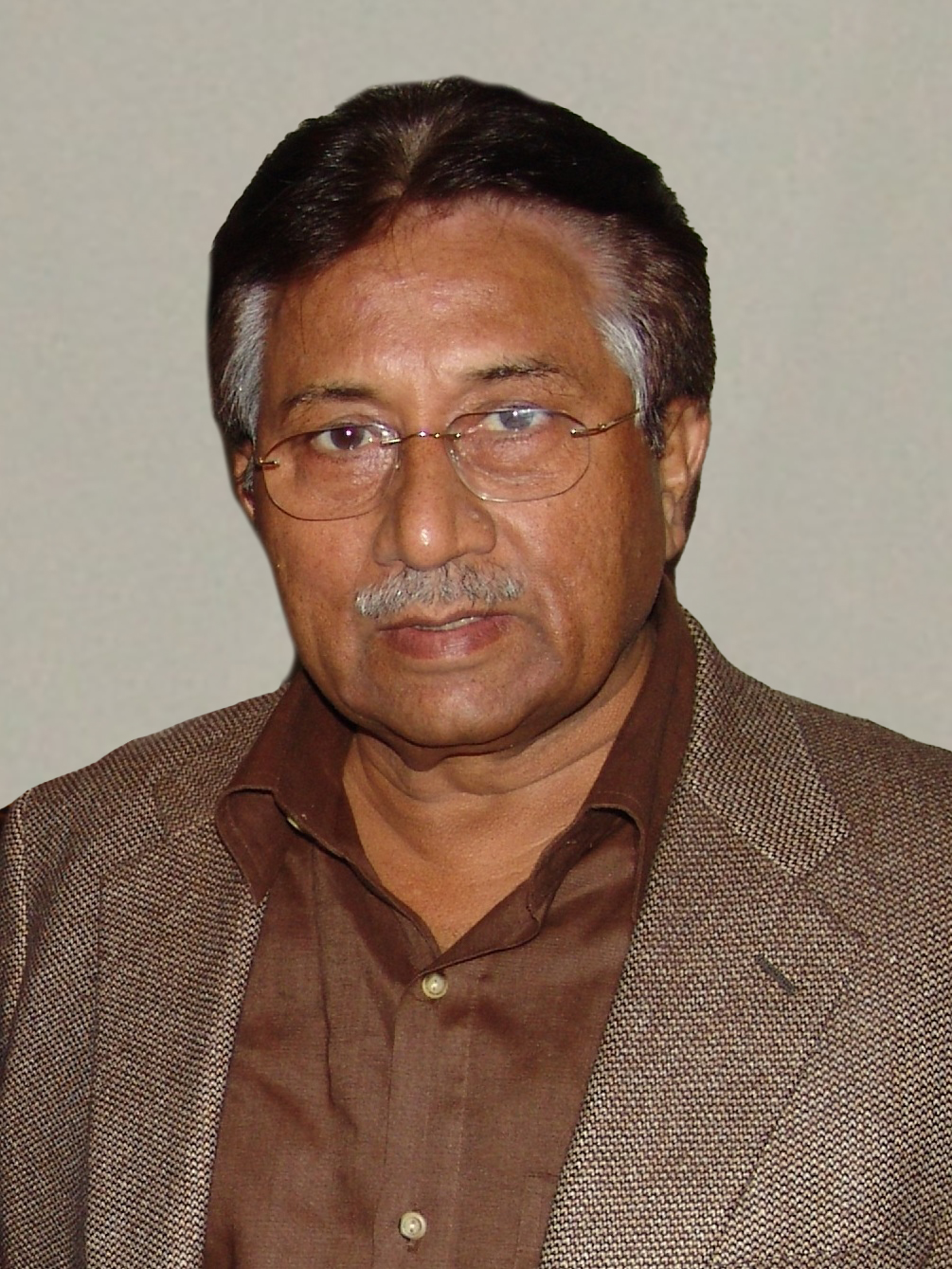
Pervez Musharraf en 2011.

Le 15 avril 2010, alors que Musharraf vit à Londres, le rapport d'enquête sur l'assassinat de Benazir Bhutto le 27 décembre 2007 remet en cause son gouvernement en l'accusant d'avoir négligé la sécurité de l'ancienne Première ministre. Ce rapport est un coup dur pour l'ancien président, et le Royaume-Uni décide quelques jours plus tard de retirer le service de protection dont Musharraf bénéficiait jusqu'ici.
Le 20 mai 2010, il annonce sa volonté de revenir au Pakistan pour retourner sur la scène politique. Il communique souvent via Facebook. Il a annoncé vouloir créer un nouveau parti politique, mais ne réussit pas à obtenir un soutien suffisant parmi les personnalités politiques de son pays. Il vivrait la majeure partie de son temps aux Émirats arabes unis, refusant de retourner au Pakistan pour le moment.
Le 1er octobre 2010, il lance à Londres son nouveau parti la Ligue musulmane de tout le Pakistan. Il a alors réitéré ses excuses pour avoir commis des « erreurs » durant son mandat. Quelques jours auparavant, il a prévenu qu'un nouveau coup d'État militaire était probable au Pakistan et il a critiqué l'action du gouvernement pakistanais dans sa lutte contre les insurgés islamistes. Dans un entretien le 4 octobre 2010 au Spiegel, il déclare que « Le Pakistan a besoin de trouver une stratégie pour continuer à exister, pour faire face à la situation avec des gens comme Seraj Haqqani, Gulbuddin Hekmatyar (chefs de guerre afghans), les talibans pakistanais et mollah Omar. Quand les Occidentaux partiront, nous nous retrouverons seuls », en clair, qu'une offensive généralisée n'est pas à l'ordre du jour selon lui.
Pervez Musharraf est cité à comparaître devant le Tribunal anti-terroriste de Rawalpindi le 12 février 2011, dans le cadre de l'enquête sur l'assassinat de Benazir Bhutto. Il est accusé d'avoir négligé la sécurité de l'opposante, alors que cinq personnes sont également suspectées d'avoir joué un rôle dans l'assassinat, dont des membres du Tehrik-e-Taliban Pakistan et des officiels de la police.
Il rentre finalement au Pakistan le 24 mars 2013 pour conduire la campagne de son parti aux élections législatives du 11 mai 2013 alors qu'il est menacé de mort par les talibans. Par ailleurs, sa candidature aux élections législatives de 2013 a été invalidée par la Commission électorale, ce qui pousse le parti à boycotter le scrutin. Toutefois, certains candidats du parti refusent de suivre le boycott ou ne peuvent retirer leur candidature, faute de temps, c'est ainsi qu'un des candidats est élu dans le district de Chitral, à l'Assemblée nationale, tandis qu'un autre est élu à l'Assemblée provinciale de Khyber Pakhtunkhwa.
En janvier 2016, alors qu'il est placé en résidence surveillée dans l'attente de ses procès dans plusieurs affaires, il est relaxé pour le meurtre d'un chef rebelle tribal. Le 18 mars 2016, il quitte le Pakistan pour Dubaï, officiellement pour des raisons de santé. Ne se présentant pas à certaines audiences, il est de nouveau menacé d'arrestation s'il rentre au Pakistan. La Commission électorale refuse sa candidature pour les élections législatives de 2018 puis Pervez Musharraf abandonne la présidence de son parti, expliquant ne pas pouvoir le diriger depuis l'étranger. Mohammad Amjad le remplace au poste de président.
Jugé par contumace le 17 décembre 2019, il est condamné à mort pour haute trahison mais reste à Dubaï pour raisons de santé. Le 13 janvier 2020, cette condamnation est suspendue par la justice. La Cour suprême du Pakistan confirme la condamnation à mort prononcée en 2019 contre l'ancien dirigeant Pervez Musharraf, qui vivait en exil à Dubaï, aux Émirats arabes unis, jusqu'à sa mort.
Il meurt le 5 février 2023 à Dubaï.